# Munna makarovi
Munna makarovi is een pissebed uit de familie Munnidae. De wetenschappelijke naam van de soort is voor het eerst geldig gepubliceerd in 1987 door Rostomov.